# Boerderij met kapschuur (Varik)

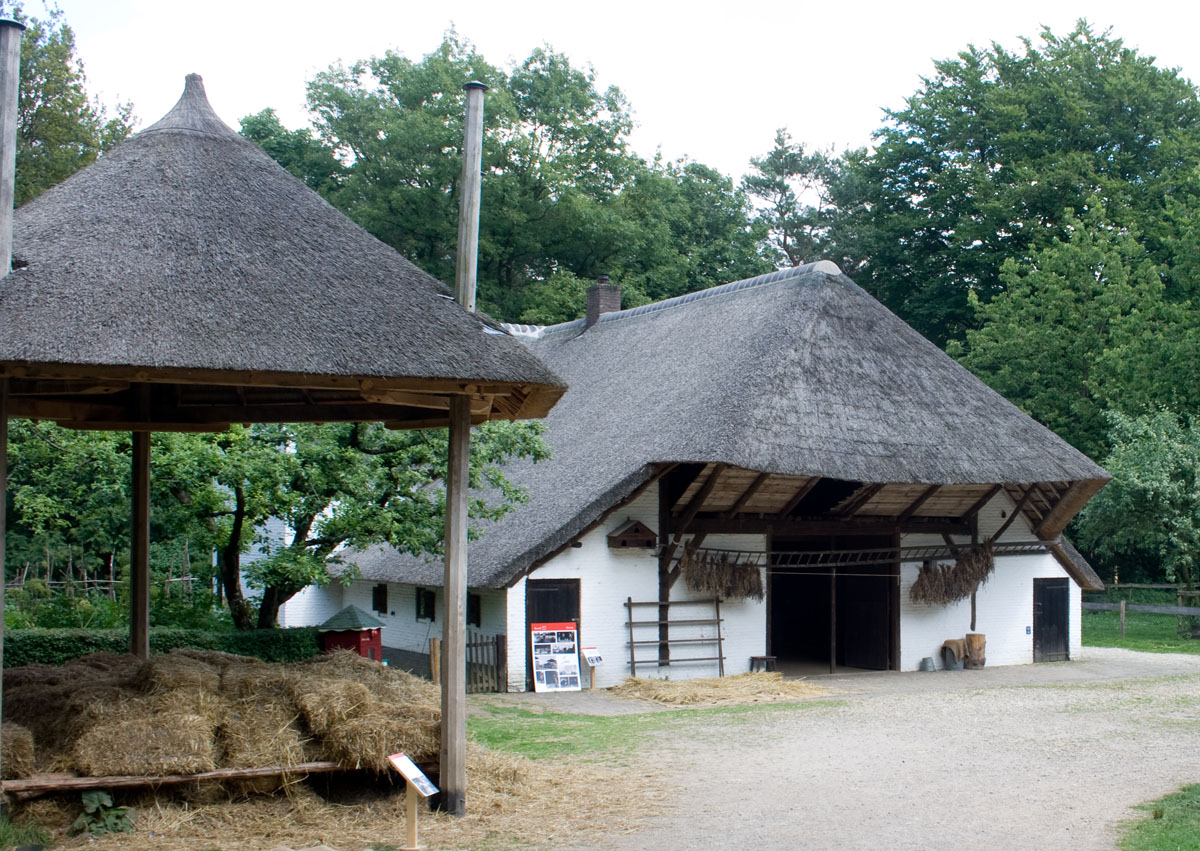
De boerderij in het Nederlands Openluchtmuseum

De Boerderij met kapschuur  uit het Betuwse dorp Varik is een voormalige boerderij die tegenwoordig te bezichtigen is in het Nederlands Openluchtmuseum in Arnhem.

## Geschiedenis
De boerderij werd in 1646 gebouwd aan de Kerkstraat in Varik. Vanwege de vele overstromingen van de Waal werd de boerderij op een grote heuvel gebouwd. Omstreeks 1700 kreeg het gebouw een pronkkamer, later uitgebreid met een bedstee. Rond 1900 werd de spoelkeuken uitgebreid. Lange tijd werd de boerderij bewoond door de familie Van Waarden. 
In november 1963 werd de boerderij aangekocht door het Nederlands Openluchtmuseum in Arnhem. Op 1 mei 1964 begon men met de afbraak van het pand, met bijbehorende hooiberg in Varik. Later dat jaar werd het gebouw opengesteld op het museumterrein.

## Trivia
- Kenmerkend voor dit type boerderij, is het ver uitstekende dak aan de schuurzijde.